# Paul Belmondo (Bildhauer)
Paul Belmondo (* 8. August 1898 in Algier, Französisch-Nordafrika; † 1. Januar 1982 in Paris) war ein französischer Bildhauer. 

## Leben
Belmondo wurde im damaligen französischen Algier geboren; seine Familie waren Einwanderer aus dem Piemont und Sizilien. Er studierte bis zur Unterbrechung durch den Ersten Weltkrieg Architektur an der École supérieure des beaux-arts d’Alger. Nach der Schlacht von St. Mihiel wurde er als Kriegsversehrter aus dem Armeedienst entlassen. 
Mit einem Stipendium konnte er sein Studium in Paris bei den Bildhauern Charles Despiau und Jean Boucher fortsetzen. 1926 gewann er die Auszeichnungen Prix de Rome und den Prix Blumenthal. 1932 folgte der algerische Grand Prix artistique und 1936 der Grand Prix der Stadt Paris. Er erhielt viele staatliche Aufträge, darunter war er zusammen mit Léon-Ernest Drivier und Marcel Gimond beteiligt am Palais de Chaillot.
Während des Zweiten Weltkriegs war er Mitglied der Groupe Collaboration, die sich als „Le Groupe Collaboration“ oder „Collaboration, groupement des énergies françaises pour l’unité continentale“ (deutsch: Zusammenarbeit, Gruppierung französischer Energien für die kontinentale Einheit) für eine Zusammenarbeit mit den NS-Behörden der deutschen Besatzer einsetzte. Er war Vizepräsident der Sektion Kunst (1941–1945). 1941 nahm er an einer von Joseph Goebbels organisierten „Studienreise“ in Deutschland teil, bei der verschiedene bekannte französische Maler und Bildhauer deutsche Kulturstätten und Kunstwerkstätten besuchten. 
1956 wurde er Professor an der École nationale supérieure des beaux-arts de Paris (ENSBA Paris) und auch ab 1960 Mitglied des Instituts. 1972 wurde er Kommandeur der Ehrenlegion. Er war Offizier und Komtur des Ordre des Arts et des Lettres sowie Offizier des belgischen Leopoldsordens.
Paul Belmondo heiratete 1930 die Tänzerin Sarah Madeleine Rainaud-Richard in Paris. Aus der Ehe gingen drei Kinder hervor, Alain-Paul (1931), Jean-Paul (1933–2021) und Muriel (1945). Seine Kinder brachten 2007 sämtliche Werke ihres Vaters mit 259 Skulpturen, 444 Medaillen und fast 900 Zeichnungen sowie Skizzenbücher und Vorarbeiten in eine Schenkung an den Pariser Vorort Boulogne-Billancourt ein. Die Sammlung Belmondo wurde im Schloss Buchillot im Park Rothschild platziert.